# František Tošovský
František Tošovský (7. dubna 1880 Rozsocha (Orlické Podhůří) – 1960) byl stavební podnikatel a majitel cihelny v Ústí nad Orlicí.

## Životopis
František byl prvorozený syn Josefa Tošovského, původem ze Sudslavy a Anny, rozené Procházkové z Rozsochy, kde pak spolu žili. Měl 9 mladších sourozenců. V roce 1907 se oženil s Josefou Matyášovou z Nekoře. S tou měl dceru Ludmilu (1908–1909) a syna Stanislava (1910–2004), budoucího architekta. V křestních zápisech se František uvádí jako zednický mistr.

## Cihelna
V roce 1927 koupil v Ústí nad Orlicí od Josefa Štaubera cihelnu, kterou později zmodernizoval. Strojní cihelna s šestnáctikomorovou kruhovou pecí a komínem 37 metrů vysokým vyráběla cihly plné, duté (patentovaná dvouděrová cihla s atypickým poměrem stran) a trativodní trubky.
Po znárodnění došlo k úpravám zařízení (proběhla modernizace pece pro mechanickou zavážku a vyvážku a přešlo se z uhlí na topný olej).
Provoz v tomto závodě označením jako Ústí nad Orlicí A probíhal až do roku 1989.